# 帕爾季贊斯卡亞河
帕爾季贊斯卡亞河（羅馬化：Reka Partizanskaya）、又名苏城沟（俄语：Река Сучан）和雅兰河（满语：Yaran Bira），是俄羅斯濱海邊疆區的河流，源起發源自锡霍特山脉，河道全長142公里，流域面積4,140平方公里，最終在納霍德卡附近注入納霍德卡灣。

## 名称
汉语河名苏城沟来源于河畔的同名城市游击队城（苏城），俄语表记作 Сучан 或 Суча，又音译作苏昌河，1972年更为现名，现名又音译作帕尔季赞斯卡亚河。苏城是雅兰苏城的缩名，意义不详，一说是“边界”的意思。1860年代前还有塔尔芬河和富尔河的名，来自满语的“老虎（tarfu）”。

## 地理
河源起锡霍特山脉的南支普热瓦尔斯基山，河谷东部是游击队山脉，西部是利瓦基斯基山脉，河口处矗立着海拔318米的姐妹山。谢尔盖耶夫卡河、军队河、梅尔尼基河、蒂格罗瓦亚河和沃多帕德纳亚河注入游击队河。
上游河床蜿蜒，石底陡岸，岸高1至5为，上多森林和灌木丛。中游河道更加蜿蜒，多支流岔道。下游多裂谷，每一二百米就有一个，河宽约50至60米，最宽处可达350米，深0.6至0.7米，可至1.0至1.5米，水游流速度从0.5米每秒到1.0米每秒不等。河是较典型的山区河，水流急，石底，有裂谷且深度不大，在弗拉基米尔-亚历山德罗夫村下深可达3米，底部也成为泥底和沙底，水流慢，没有裂谷，宽达60至80米。
在后乌苏里边疆区的所有沿海山谷中，苏城河谷是最富饶美丽的。在美洲湾苏城河口处有一座大悬崖，像墙一样，高约150米，也是河谷的起点，三面是山，南向开放。山谷光滑，长60俄里，宽约二俄里，河口处变宽至四到五俄里。
——尼古拉·米哈伊洛维奇·普尔热瓦尔斯基(1860)
平均水流量36.9立方米每秒，水源主要是降水补充，地下水微弱。11月底至12月中旬上冻，3月化冻，没有凌汛，上游冰雪可存至5月。冬季河流微弱，在冰层下流淌，泉水可形成冰坝。冬季没有洪水；受台风和气旋影响，夏季和秋季的前部经常发生洪水，年降水量的一半集中在夏季，六至九月的降水量占全年的四分之三；有些年份几天内就可降下年降水量的一半，河道水位涨2至3米，发生洪水，溢出的水淹地和房子，冲毁桥、坝和路，水位最高涨6米，洪水可影响几州。6月降水日数最多，流域内揟均降水量770至880毫米，河口处也常倒灌。
条须鳅、鱥属、𬶋、鮻、棘背鱼科、胡瓜鱼科、日本公鱼、远东红点鲑、花羔红点鲑、粉红鲑、樱鳟、大马哈鱼、细鳞鲑属、葛氏鲈塘鳢、花鲇等鱼类生活在河中。

## 引用
1. ↑  С. Д. Шабалина. . 1966: 487 （俄语）.
2. ↑  А. П. Муранова. . 1970: 592.
3. ↑  . primpogoda.ru.   [2019-12-17]. （原始内容存档于2021-01-22） （俄语）.
4. ↑  . uglekamensk.info.   [2019-12-17]. （原始内容存档于2015-05-31） （俄语）.
5. ↑   (PDF). www.vladcity.com. （原始内容 (PDF)存档于2011-07-17）.
6. ↑  谭其骧.  1996年再版. 北京: 中国地图出版社. 1982-10-01. ISBN 9787503118449.
7. ↑  .   [2011-02-24]. （原始内容存档于2010-06-20）.